# マイタケ
マイタケ（舞茸、学名: Grifola frondosa、英: Hen of the Woods）は担子菌門のマイタケ科マイタケ属のキノコ。食用として馴染み深いキノコである。中国語名は「灰樹花」「舞菇」などと呼ばれている。

## 名称
和名マイタケの語源は諸説あり、
1. カサの部分がヒラヒラとしている様子が人が集まって舞っているように見えるから[3][4][5]
2. 野生のマイタケを山で発見すると舞い踊りたくなるほど嬉しい気持ちになることから[3]
3. 「思わず踊り出してしまう」ほど味がいいということから[6]

の各説が言い伝えられている。
地方により、アワビタケ、クロブサ、シシタケ、ネズミタケ、マエダケ、ヤマアワビなどの地方名でもよばれている。

## 生態
白色腐朽を引き起こす木材腐朽菌（腐生性）。天然のマイタケは北半球の温帯以北に分布し、日本列島では初秋から晩秋にかけて、主に深山のミズナラ、コナラ、ブナ、カシ、シイ、クリなどブナ科広葉樹の老木の根株やその周辺で発生し、心材に寄生している。まれに、常緑樹のスジダイの根本に生えすこともあり、また公園や人家の庭など身近なところでも発生することがある。白色腐朽を起こした宿主心材にはオレンジ色の幅1 - 2ミリメートル (mm) 幅の縞模様が生じる。
子実体は塊を形成し成長する。一度発生すると宿主樹木の根元に毎年発生する木もあるが、平均2 - 3年おきに発生し、幾年にもわたって繰り返し発生する。子実体は一つの株の太い柄から何回にもわたって分枝し、その先端にへら状の小型の傘を重ねて育つ。傘の裏には白色の細かい管孔が群生し、その内面に非アミロイド型の胞子をつける。

## 形態

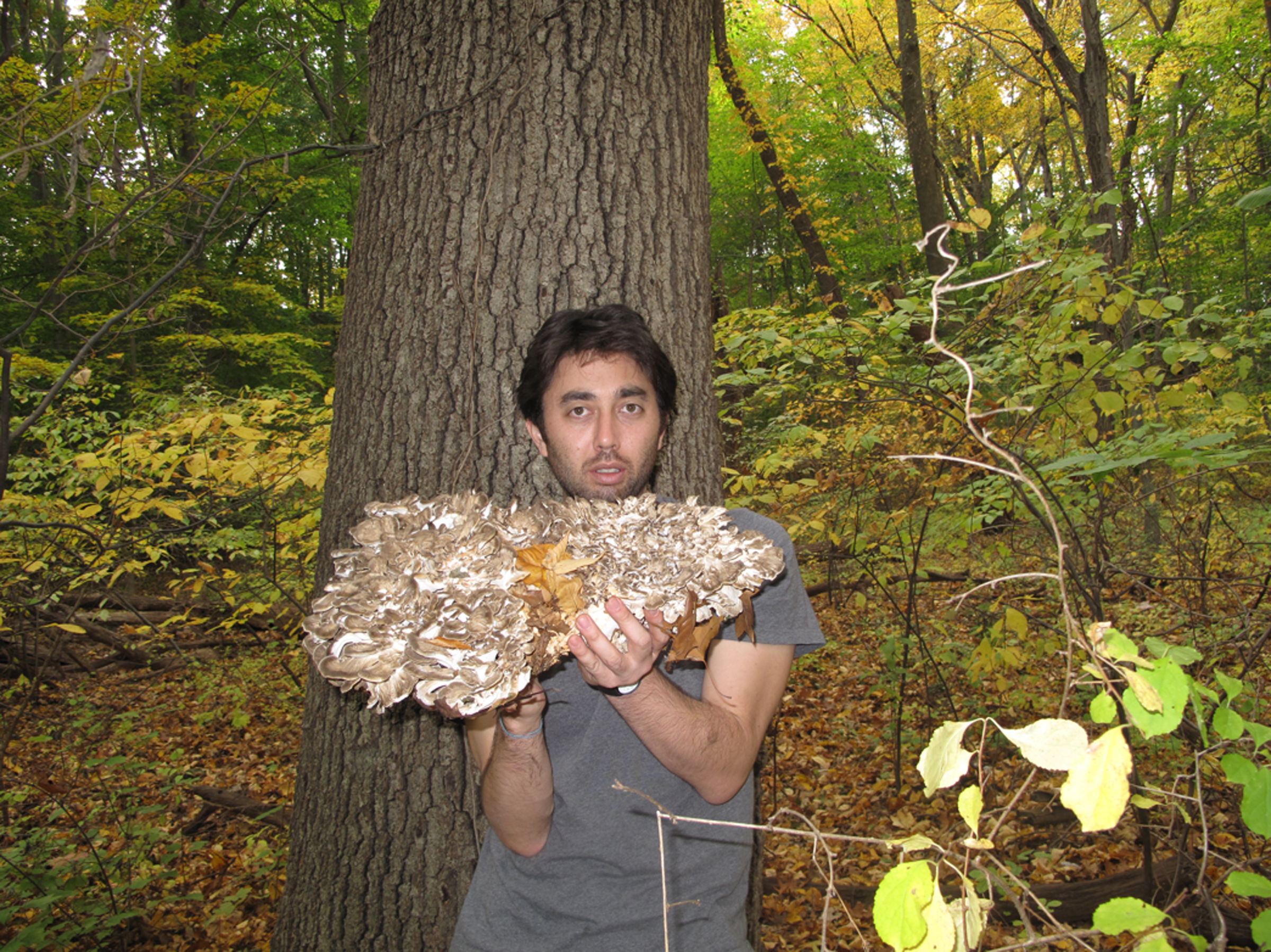
天然ものは、写真のような大きな株が収穫されることもある。

黄褐色から黒褐色で、根元から無数に分かれた柄と、扇形からへら型、イチョウ型などさまざまな形になった傘が多重に重なり合い、大きなものは径30センチメートル (cm) 以上にもなる。1株で3キログラム (kg) を超えることもめずらしくなく、大きなものでは径50 cm、重さ20 kgになるものもある。若い時期は黒色だが、やがて淡いねずみ色に変化する。マイタケには、白マイタケ（初秋）、茶マイタケ（中秋）、黒マイタケ（秋から晩秋）がある。表面は平滑からビロード状で、しばしば放射状の繊維紋とやや不透明な環紋がある。管孔は柄に垂生し、孔口は円形から不生円形、白色で小型、しばしば乱れる。柄は基部が短くて太く、複雑に多数に枝分かれし、柄と傘の境界ははっきりしない。肉は白色で、緻密でやわらかく、香りがよい。

## 歴史

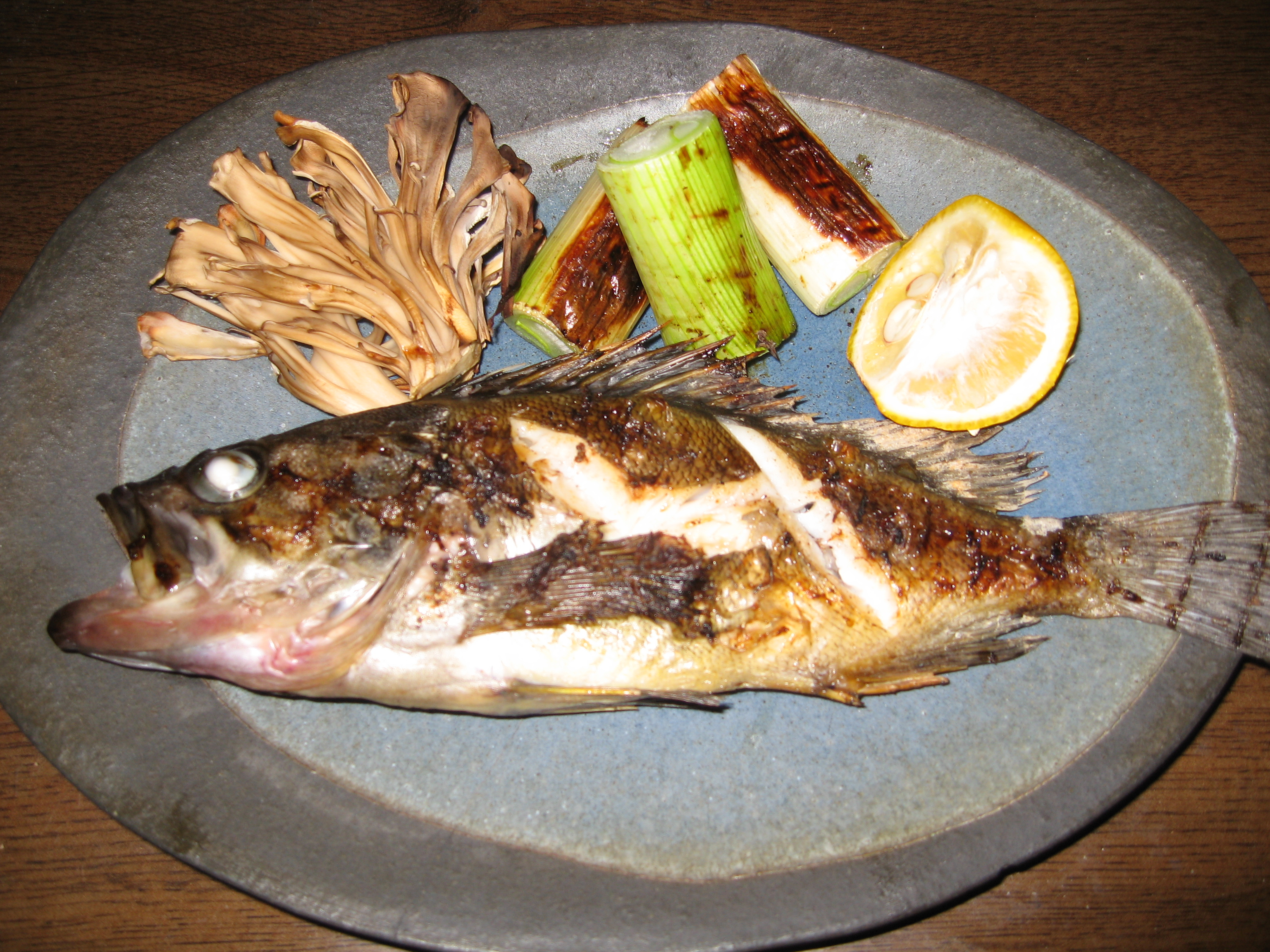
ソイの塩焼き、舞茸（左上）と葱に柚子を添えて

原産地は、温帯の各地とされる。栽培されるようになった今日の日本では非常になじみ深い食用キノコの一つとなっているが、人工栽培が盛んになる前は南関東の照葉樹林地帯以南では食習慣は一般的ではなかった。人工栽培に成功したのは1970年代で、以後広く出回るようになった。
かつては商品価値も高く、山に精通したプロのキノコ採りでなければ見つけるのは難しいといわれていた。落葉広葉樹林帯では古くから貴重な食用菌であり、子実体発生木の希少性と食味の良さのみならず、一旦得られた時の収穫量の多さ、発生木さえ把握していれば時をおいて何年にも亘って確実に収穫できる性質が相まって、このキノコの価値を高めた。周期的に子実体が発生するミズナラなどの大木は採集者によって秘密にされ、家族にもその場所を明かさなかったといわれる。
『今昔物語集』にキノコを食べて舞い踊った女性たちから、そのキノコを舞茸と呼んだとの記事が見られるが、これは今日言われるところのマイタケではなく、フウセンタケ科のオオワライタケやシロシビンを成分に持つオキナタケ科のワライタケなどの幻覚性キノコであろうと考えられている。『今昔物語集』においても「今日のマイタケではそういう事は起こらない」と記しており、物語中のマイタケと当時の今日のマイタケが混同されている。
岩手県の一地方では、山の神の祭事の折に収穫しその際に三度舞を舞って採るという慣わしがあった。

## 食材としての利用
味や香りが良く、加熱しても歯応えが良く、和風、洋風、中華、どんな料理にも合い、炒め物・鍋料理・天ぷら・煮物などによく利用される。秋田県の郷土料理、きりたんぽ鍋には欠かさないキノコでもある。湯がいてから、きのこ汁、けんちん汁、すまし汁などの汁物に、生をすき焼き、鉄板焼き、つけだれをつけながら焼いたつけ焼き、酒・塩・昆布ダシで味付けして炊き上がる前に加えた炊き込みご飯、パスタ、パエリアなどにもする。
食材としての旬は9 - 11月で、一般に流通しているものでは、カサが茶色で肉厚、茎の部分はくっきり白いものが市場価値の高い良品とされる。カサが密着していて、触ると折れそうなものが新鮮である。マイタケは天ぷらにすると食感が絶妙で香りも良く、栄養素も無駄なく摂取できる。特に野生のマイタケは栽培品よりも味や香りが強い。マイタケの近縁種で、普通のマイタケより色が白く、灰汁が少なくて煮汁が黒ずむことがない「白マイタケ」も市場に流通している。
マイタケプロテアーゼというタンパク質分解酵素を含むので、茶碗蒸しに生のまま用いると固まらなくなる。従って、茶碗蒸しに入れる場合は、この酵素を熱で失活させるために、数分間加熱してから用いるとよい。逆にこの性質を利用し、細かく刻んだ生のマイタケを肉にまぶしてから調理することで、固い肉も軟らかくなり旨みが増す。

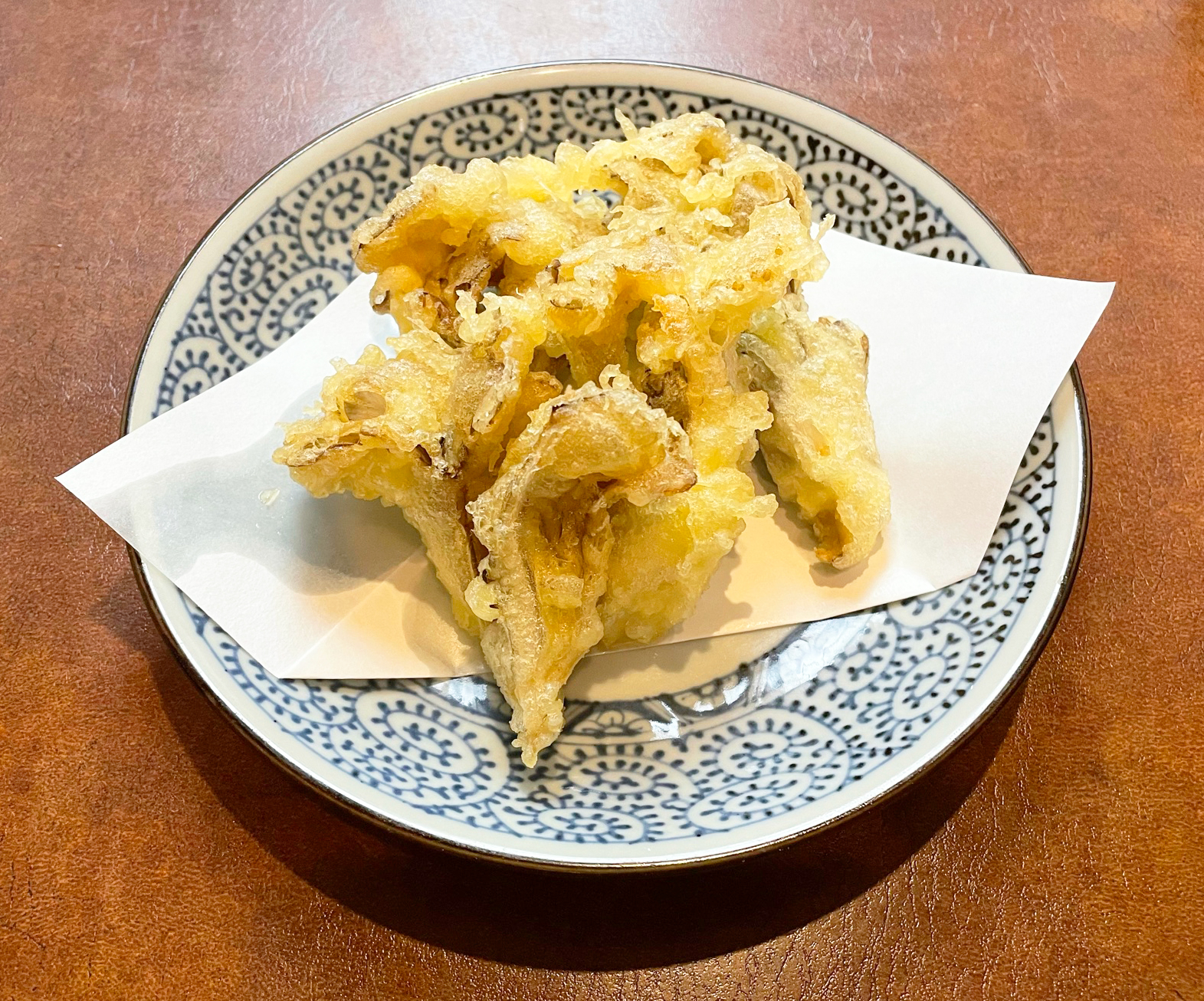
舞茸の天ぷら

煮物・吸い物や卵とじなどには、料理そのものの色に影響を与える（黒っぽい色になる）ことから、料理店では慎重に取り扱いが行われる。また、少量のマイタケをごく少量の塩をまぶして炙り熱燗の日本酒に入れて、マイタケのエキスを引き出して飲む「マイタケ酒」なるものもある。

### 栄養価
栄養学的にはビタミン類やカルシウム、ミネラル、食物繊維に富み、特に亜鉛、ナイアシン、ビタミンB1・ビタミンDを多く含む。食物繊維を構成する多糖類β-グルカン、マイタケDフラクションの一部は、腸内細菌を活性化し、身体の免疫力を高めるなど、さまざまな効果があるとする研究もなされている。このため、マイタケから抽出したエキスをもとにした健康食品やサプリメントも多数販売されている。一部に「ストレス沈静作用」や「認知症に効果がある」などの話があるが、人間での科学的なデータは不足している。

### 保存
マイタケは1 - 2日で黒ずんできて、風味が落ちる。マイタケの株を食べやすい大きさにほぐしてから、乾燥させないように保存容器や保存袋に入れて冷蔵すれば、2 - 3日程度なら解凍することなくそのまま加熱調理に利用できる。長期保存するには、ザルなどに並べて天日干しして乾燥させると常温で保存ができるようになり、干すことによって香りも大きくなる。

### 人体へのリスク
国立健康・栄養研究所によれば、「血糖値に影響を与える作用がある」との報告と、「低血圧のリスクがある人、あるいは降圧薬の服用をしている場合は注意が必要」としている。キノコアレルギーによりアナフィラキシーショックを起こす場合がある。加熱は必須で、生食により食中毒を起こす場合がある。

## 医学的実験と活用
2009年には、メモリアル・スローン・ケタリング癌センターが行った第I / II相臨床試験で、マイタケが乳癌患者の免疫系を刺激する可能性が示された。ヒトの癌患者での小規模実験では、マイタケがNK細胞のような免疫系の細胞を刺激することが示されている。In vitroの研究でも、マイタケが免疫系の細胞を刺激することが示されている。in vivo実験では、マイタケが自然免疫系および適応免疫系の両方を刺激できることを示した。
In vitro研究では、マイタケは種々の癌細胞株ならびに癌細胞の様々なタイプの増殖を阻害するアポトーシスを誘導できることが示されている。ヒト癌患者での小規模研究は、マイタケD-fractionとしても知られているマイタケの成分が抗癌活性を有することを明らかにした。In vitro研究では、キノコが潜在的な抗転移特性を示している。
マイタケが血糖降下作用を有し、糖尿病管理のために有益であり得ることを研究は示している。マイタケが血糖値を低下させる理由は、キノコが自然にαグルコシダーゼ阻害剤の成分が含まれているためである。
マイタケには抗酸化物質が含まれ、シクロオキシゲナーゼを部分的に酵素阻害し得る成分が含まれている。実験では、マイタケ抽出物が血管内皮増殖因子（VEGF）の阻害を介して血管新生を阻害することが示された。
Lys-Nはマイタケで見つかった特異なプロテアーゼである。Lys-Nは、そのタンパク質の切断特異性のためにプロテオミクス実験に使用される。

## 栽培と流通
現在市場に出回っているものはほとんどが、おがくず人工栽培のものである。他には天然ものに近い味と香りを持つ原木半自然栽培もあり、野生のものはごく少量である。1970年代に人工栽培に成功してからは、市場に広く出回るようになったが、野生の天然ものは、その希少性から「幻のキノコ」と言われ、マツタケと同等かそれ以上に珍重されている。
シイタケやエノキタケなどと比較し、マイタケは害菌に対する抵抗性が低く、原木に直接種菌を接種しても菌が蔓延せず人工栽培は容易ではなかった。しかし、1970年代半ば頃に子実体を形成しやすい系統の選抜と原木殺菌後の育成方法の研究が日本各地で行われた結果、人工栽培方法が確立された。最初に栽培が行われた頃は、原木栽培(短木殺菌栽培法)で生産されたが、1990年代頃から菌床栽培方法が普及し安価な菌床栽培によるものが広く流通している。
菌糸体の成長温度は5 - 35℃、最適温度範囲は25 - 30℃。子実体の発生温度は18 - 22℃、生育適温は15 - 20℃。菌糸はpH4.4 - 4.9 で良好な成長を示す。オガクズの粒径、育成および発生段階の二酸化炭素濃度、湿度、光量、光の波長は発生量と品質に影響する重要な要素である。マイタケは他の栽培キノコと異なり、培養温度と原基形成温度帯が重なっているため、菌床(ほだ木)毎の成長度合いは不均一になる。酸素要求性が高く、二酸化炭素濃度の上昇を避ける必要があり、とくに原基形成以降は二酸化炭素濃度が 2,000ppm 以上になると、収量、形状に著しく影響する。
2010年（平成22年）に日本では43,446トン、326億円が生産された。

### 原木栽培
原木は落葉広葉樹で、主にミズナラ、コナラのほか、アカシデ、イタヤカエデ、ヤマザクラが利用される。
シイタケの原木栽培方法とは異なり、原木を 10-30cm に切断しポリ袋などに入れ加熱殺菌(滅菌)した後、冷却し種菌を接種する方法が用いられる。暗く湿度を高くした育成室で十分に育成し、菌が蔓延した木を直射日光を避け「水はけの良い林間」や「日除けをした畑」に埋め込む。埋め込みは発生させようとする1ヶ月前までに行うのが良いとされ、天然の周期にあわせ子実体を発生し梅雨期や秋に収穫を行う。埋め込みを行い、万一害菌感染をしてしまった場合は、直ちに該当するほだ木を取り除き消石灰を蒔く。一方、地中への埋め込みをせず、空調管理された室内で発生させる方法もある。

### 菌床栽培
「袋栽培」「ビン栽培」各々に適した品種がある。広葉樹のオガクズを原料とするが、菌糸伸長阻害物質を除去するため、加水堆積を施してから使用する場合もある。シイタケ廃ホダ木のオガコ、コーンコブミール、ビールのしぼり粕など食品副産物も利用する。栄養源は、コーンブラン（トウモロコシの胚芽を取り除いた後に残った部分）、フスマ、乾燥オカラ、ジュースしぼり滓、ハトムギなどが配合される。
栽培は滅菌及び空調管理されたクリーンルームで行われる。
- 含水率を64%前後に調整、栽培容器に通気性を考慮しつつ堅く充填し滅菌。
- 冷却後に清浄度が保たれた環境で種菌を接種。
- 培養室は24℃前後、湿度65%前後で暗黒。この際、呼吸による培地温度や二酸化炭素濃度の変化に注意し管理する。
- 35 - 40日が経過して菌糸体の蔓延後、点灯により原基形成を促す。
- 原基に凹凸が形成され子実体発生が近い物から、17℃前後、湿度90%程度の発生室に移動して子実体を生育させる。

育成環境に関する多くの項目は、使用原料、生育者、菌株により異なり特許や実用新案が成立している。

### 流通
一般に市場に多く出回っている菌床栽培品は天然採集品と比べると歯応えや風味に乏しいが、原木栽培品の食味は天然採集品に匹敵する。菌床栽培でも菌糸の蔓延した菌床を森林土壌に埋設して栽培するとかなりの品質の向上が認められるが、天然採集品と同時期のみの子実体発生となり温度管理等による周年の計画的出荷が不可能になるため生産方法としては一般的ではない。しかし、こうした高品質栽培品を観光客に採集させる季節的イベント開催によって高収益を目指すキノコ栽培業者もある。

## 近縁のキノコ

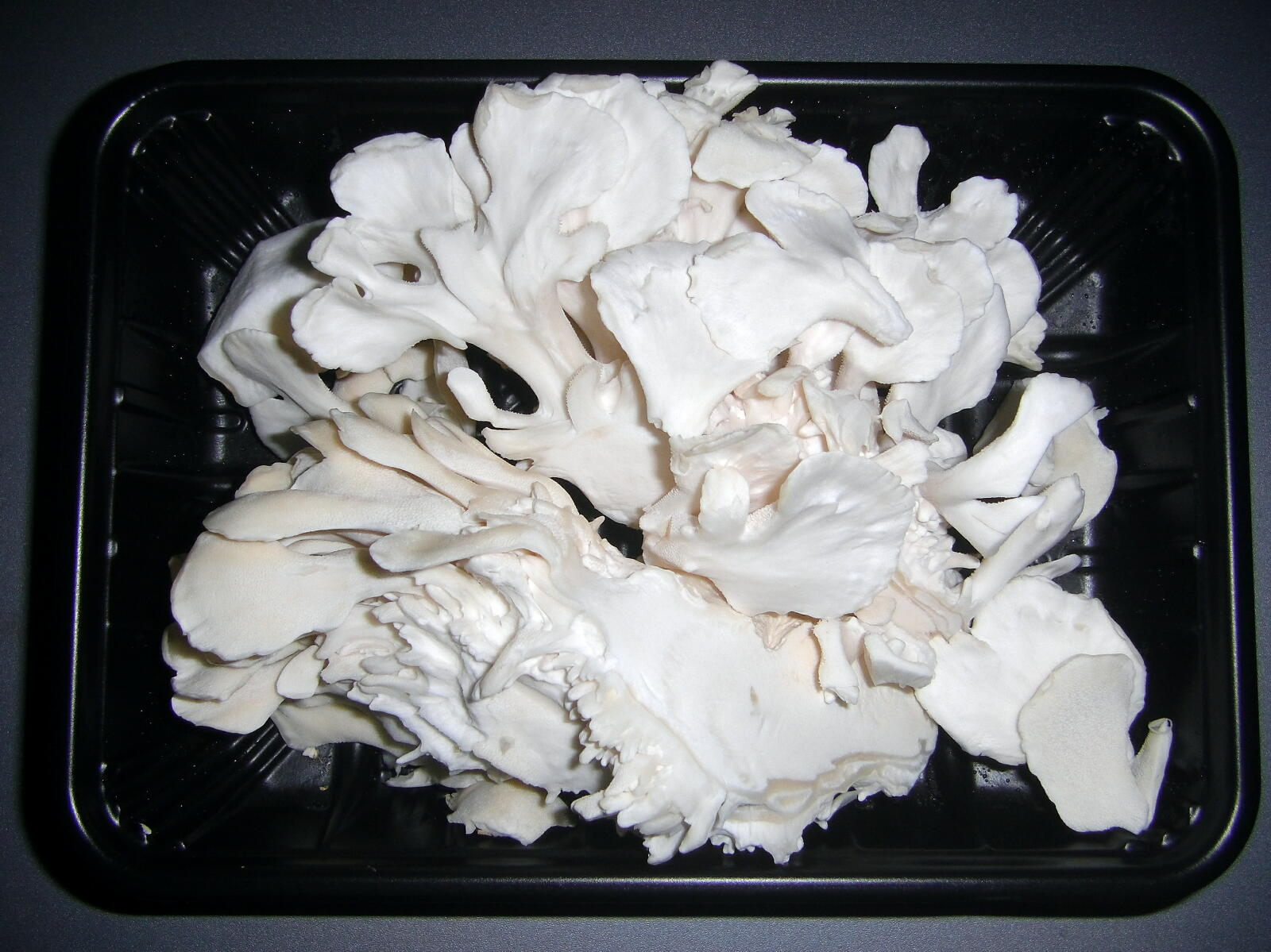
シロマイタケ（菌床栽培品）

マイタケと同属の菌に日本固有種でマイタケより発生時期が10日ほど早く、色が白または黄白色のシロマイタケ Grifola albicans Imaz.が知られている。灰汁が少なく、一般のマイタケのように仕上がりが黒ずむことがない。また肉質がマイタケよりももろく、歯切れはよくない。栄養的にはマイタケとほぼ同じである。
かつては同じGrifola属とされていたが今日は別属に分類されている菌に、次の2種が知られている。
- トンビマイタケ Meripilus giganteus (Pers.: Fr.) Karst. はミズナラなどのナラ類に多いマイタケに対してブナに寄生することが多い。子実体はマイタケ型ではあるが半円形の大型の傘を広げる。成熟するにつれて硬くなる傾向があるが、秋田県では乾燥した成菌をきりたんぽの出汁としてよく利用する。
- チョレイマイタケはブナ林、ミズナラ林或いはこれらの伐採跡地の地下10cm程の所に宿主の根に沿って固い菌核を形成し、ここから、あるいは宿主から直接マイタケ型の子実体を生じる。この菌核は猪苓と呼ばれ日本薬局方に収録されている生薬である。

また、これらと近縁ではないがトンビマイタケによく似た子実体を形成する菌にミヤマトンビマイタケ科 Bondarzewiaceae に属し広葉樹の材につくオオミヤマトンビマイタケ Bondarzewia berkeleyi (Fr.) Bond. et Sing. と針葉樹の材につくミヤマトンビマイタケ Bondarzewia montana (Quel.) Sing.がある。これらは成熟して硬くなる前の幼菌の時期に食用になる。